# Oberstufenschule Wädenswil
Die Oberstufenschule Wädenswil ist die Sekundarschule der Gemeinde Wädenswil. Die Schule wurde im 2013 mit dem Schweizer Schulpreis ausgezeichnet.

## Schulhäuser
Die Oberstufenschule Wädenswil verfügt über die Schulhäuser Rotweg, Fuhr und Steinacher. In zurzeit 31 Klassen (2020) werden über 570 Schüler unterrichtet.

### Schulhaus Untermosen (ehemaliges Oberstufenschulhaus)
Das Schulhaus Untermosen ⊙ beherbergte neben der Primarschule auch die Oberstufe(bis Weihnachten 2016). Das Schulhaus Untermosen wurde 1975 feierlich eingeweiht.

### Schulhaus Rotweg
Das Schulhaus Rotweg ⊙ wurde in den 1950er-Jahren erbaut. 2014 wurde es abgerissen. Der Neubau des Schulhaus Rotweg konnte kurz vor den Weihnachtsferien 2016 von den Schülern bezogen werden.

### Schulhaus Fuhrstrasse
Das Schulhaus Fuhr ⊙ ist eines der neueren Schulhäuser in Wädenswil. Das Schulhaus aus dem Jahr 1954 wurde abgerissen und neugebaut. Der Bau des alten Schulhaus Fuhr kostete 1'980'000 Schweizer Franken. Der Bund und Kanton zahlten einen Beitrag von 214'600 Schweizer Franken. Das alte Schulhaus an der Lindenstrasse wurde zum Gewerbeschulhaus umfunktioniert.

### Schulhaus Steinacher
Das Schulhaus Steinacher ⊙ steht in der Au. Es hat ein eigenes Hallenbad, weil das Hallenbad in Wädenswil zu weit weg ist.

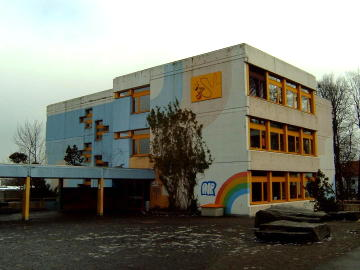
Schulhaus Untermosen (ehemaliges Oberstufenschulhaus)
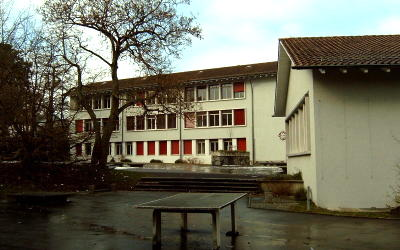
Schulhaus Rotweg (früher)
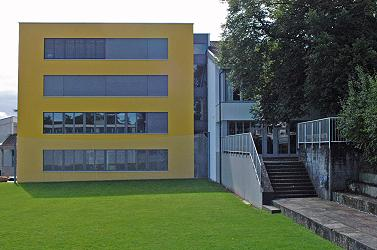
Schulhaus Fuhrstrasse
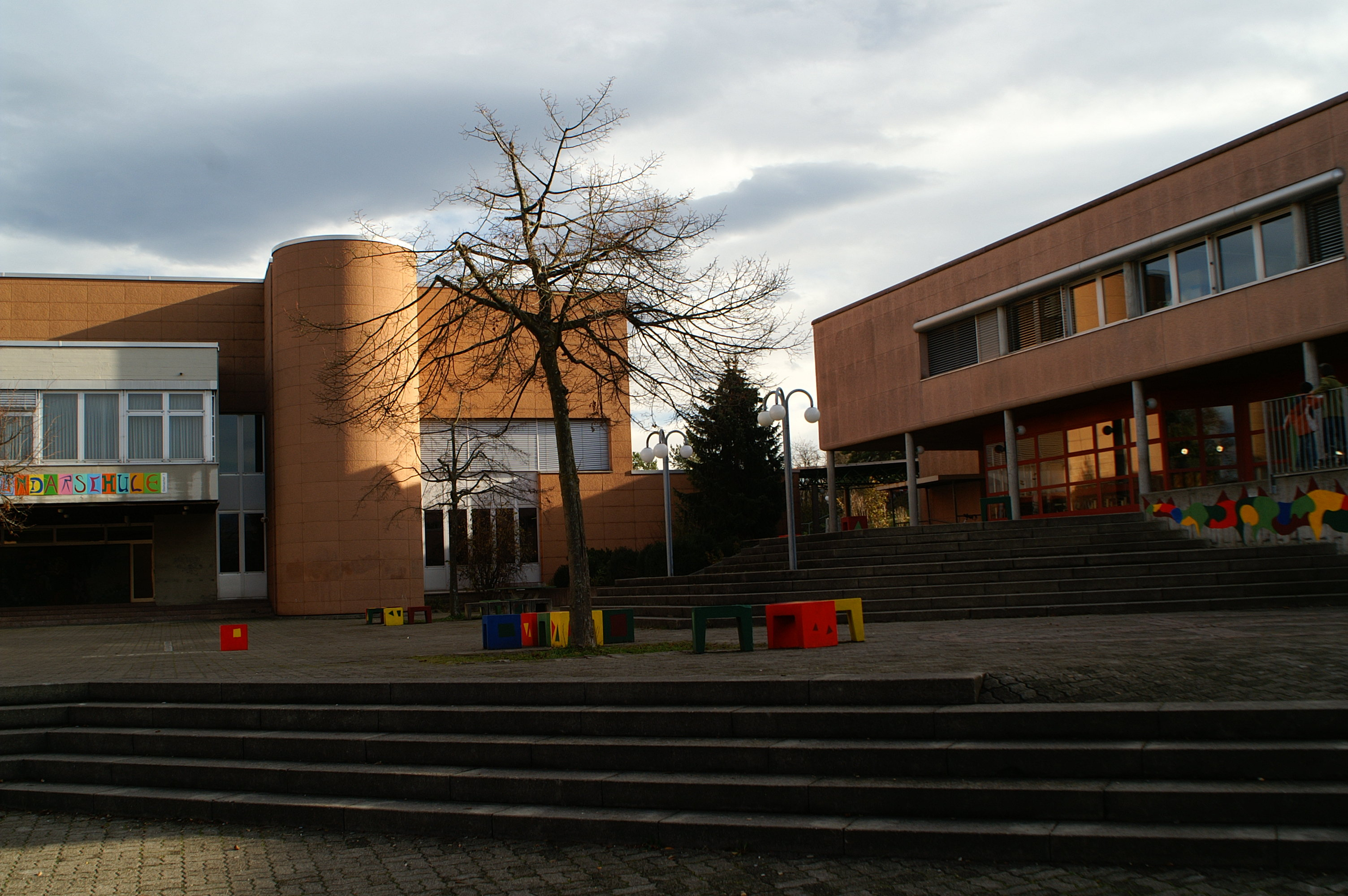
Schulhaus Steinacher
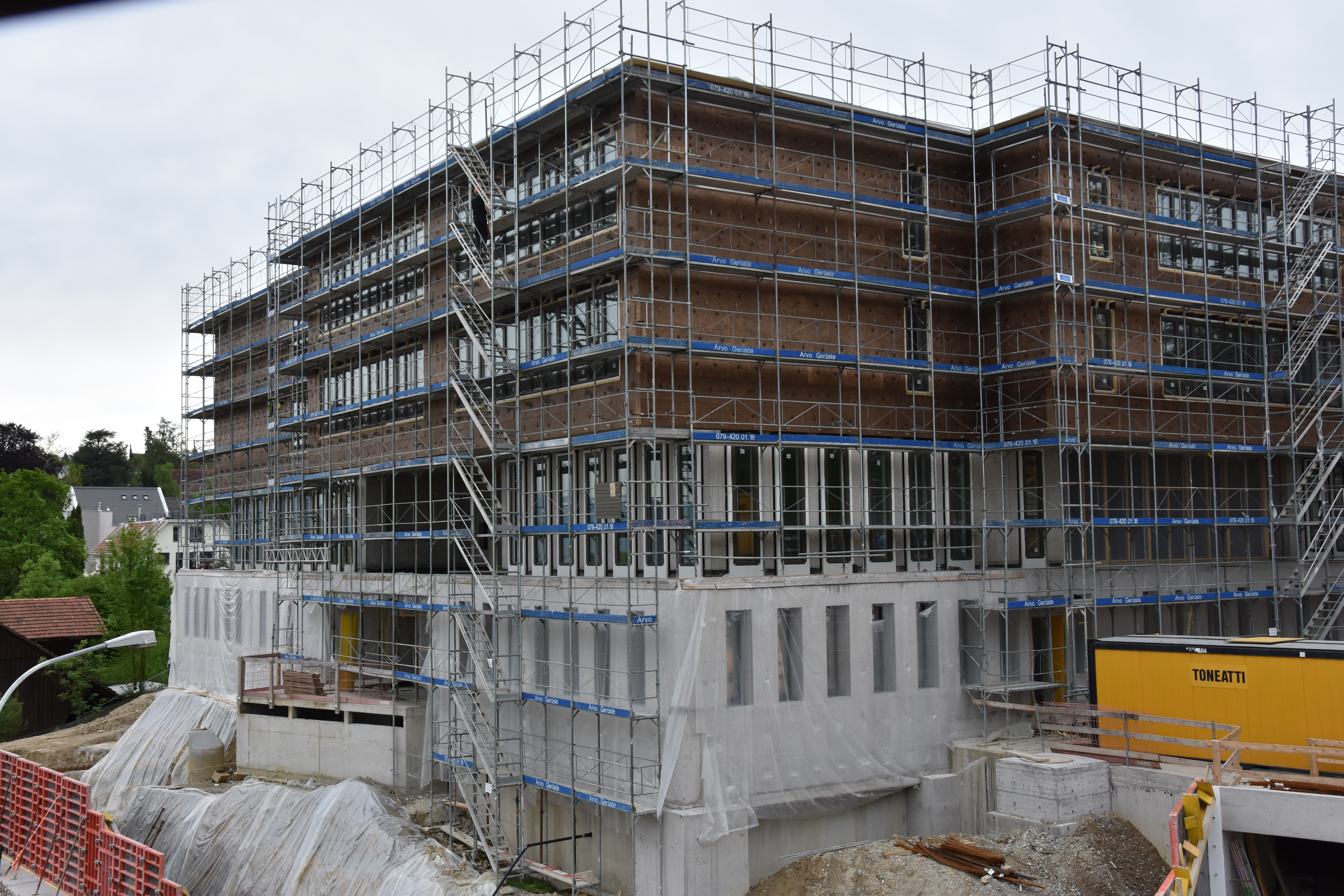
Neubau Schulhaus Rotweg
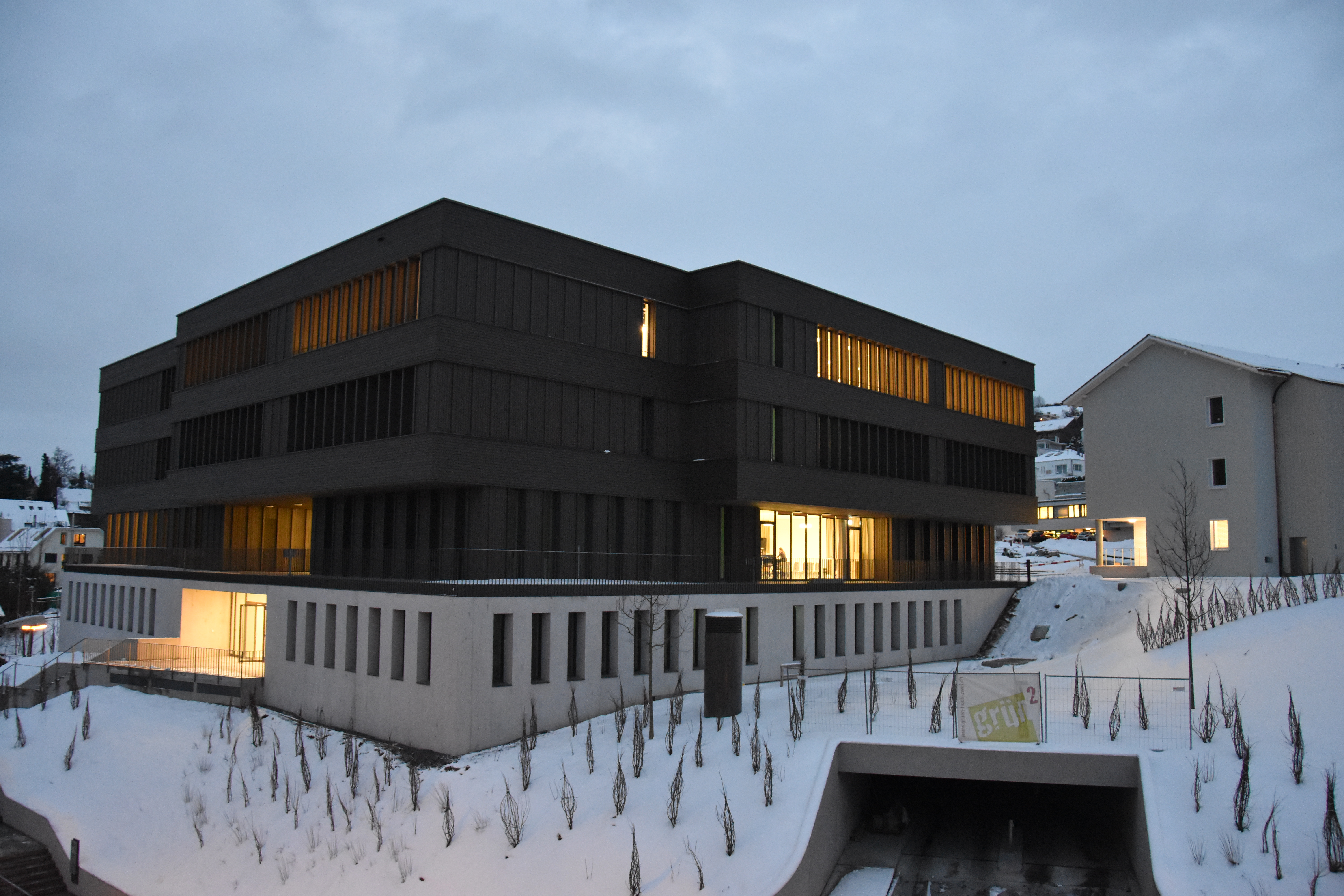
Hier sieht man das neue Schulhaus Rotweg am Abend. Hinter dem Neubau ist auch ein Teil des alten Schulhauses zu erkennen.

## Lernlandschaft/LiLo
An der Oberstufenschule Wädenswil wird seit 2012 im LiLo-System (Lernen in Lernlandschaften an der Oberstufenschule Wädenswil) in alters- und/oder stufendurchmischten Gruppen unterrichtet. Das Lernsystem der Lernlandschaft soll das selbstständige Arbeiten fördern. Die Schüler arbeiten mit einem Wochenplan, der jeweils bis am Freitag fertig abgearbeitet sein soll.

## Schweizer Schulpreis 2013
Die Oberstufenschule Wädenswil beteiligte sich 2013 am Wettbewerb für den Schweizer Schulpreis, der an Sekundarschulen, Gymnasien, Primarschulen und andere private und öffentliche Schulen für «überdurchschnittliches Engagement sowie für die Gestaltung herausragender Prozesse und Resultate im Umgang mit schulischen bzw. pädagogischen Herausforderungen» vergeben wird. Neben den schulischen Leistungen in den Kernfächern wird auch die Arbeit im künstlerischen Bereich sowie der Umgang mit Vielfalt, die Unterrichtsqualität sowie das Schulklima bewertet. Der Preis wurde 2013 erstmals vergeben, es wurden zehn Schulen ausgezeichnet. Die Oberstufenschule Wädenswil gewann einen der beiden mit 40'000 Schweizer Franken dotierten Hauptpreise.